# Tunku Imran
Son Altesse Royale le prince Tunku Imran, selon sa titulature, Yang Amat Mulia (YAM) Tunku Tan Sri Imran ibni al-Marhum Tuanku Ja’afar al-Haj, Tunku Muda, de Serting (né le 21 mars 1948) est le second fils de feu Tuanku Jaafar (1922-2008), monarque élu de Negeri Sembilan un des 13 États de Malaisie. Il est connu le plus souvent comme prince Imran. Il est le président de la Fédération des Jeux du Commonwealth et membre du Comité international olympique et l'ancien président de Fédération mondiale de squash de 1989 à 1996.
Il est né à Istana Hinggap, Seremban en Malaisie.

## Palmarès

### Titres
- Championnats de Malaisie : 1973[2]